# Golden Raspberry Awards 1994
De Golden Raspberry Awards 1994 was het vijftiende evenement rondom de uitreiking van de Golden Raspberry Awards. De uitreiking werd gehouden op 26 maart 1995 in het El Rey Hotel in Los Angeles voor de slechtste prestaties binnen de filmindustrie van 1994.

## Genomineerden en winnaars
| "Winnaar"* |

| Categorie | Nominaties |
| --- | ---------- |
| Slechtste film |            |
| Color of Night (Hollywood Pictures) |            |
| North (Columbia) |            |
| On Deadly Ground (Warner Bros.) |            |
| The Specialist (Warner Bros.) |            |
| Wyatt Earp (Warner Bros.) |            |
| Slechtste acteur |            |
| Kevin Costner in Wyatt Earp |            |
| Bruce Willis in Color of Night en North |            |
| Macaulay Culkin in Getting Even with Dad, The Pagemaster en Richie Rich |            |
| Steven Seagal in On Deadly Ground |            |
| Sylvester Stallone in The Specialist |            |
| Slechtste actrice |            |
| Sharon Stone in Intersection en The Specialist |            |
| Jane March in Color of Night |            |
| Joan Chen in On Deadly Ground |            |
| Kim Basinger in The Getaway |            |
| Uma Thurman in Even Cowgirls Get the Blues |            |
| Slechtste mannelijke bijrol |            |
| O.J. Simpson in Naked Gun 33⅓: The Final Insult |            |
| Dan Aykroyd in Exit to Eden en North |            |
| Jane March (as Richie) in Color of Night |            |
| Rod Steiger in The Specialist |            |
| William Shatner in Star Trek: Generations |            |
| Slechtste vrouwelijke bijrol |            |
| Rosie O'Donnell in Car 54, Where Are You?, Exit to Eden en The Flintstones |            |
| Elizabeth Taylor in The Flintstones |            |
| Kathy Bates in North |            |
| Lesley Ann Warren in Color of Night |            |
| Sean Young in Even Cowgirls Get the Blues |            |
| Slechtste schermkoppel |            |
| Sylvester Stallone en Sharon Stone in The Specialist |            |
| Tom Cruise en Brad Pitt in Interview with the Vampire |            |
| Dan Aykroyd en Rosie O'Donnell in Exit to Eden |            |
| Elke combinatie tussen twee mensen uit de gehele cast" in Color of Night |            |
| Kevin Costner en "elk van zijn drie vrouwen" (Annabeth Gish, Joanna Going, en Mare Winningham) in Wyatt Earp |            |
| Slechtste regisseur |            |
| Steven Seagal voor On Deadly Ground |            |
| John Landis voor Beverly Hills Cop III |            |
| Lawrence Kasdan voor Wyatt Earp |            |
| Richard Rush voor Color of Night |            |
| Rob Reiner voor North |            |
| Slechtste scenario |            |
| The Flintstones, geschreven door Tom S. Parker, Babaloo Mandel, Mitch Markowitz, Dava Savel, Brian Levant, Michael G. Wilson, Al Aidekman, Cindy Begel, Lloyd Garver, David Silverman, Stephen Sustarsic, Nancy Steen, Neil Thompson, Daniel Goldin, Joshua Goldin, Peter Martin Wortmann, Robert Conte, Jeff Reno, Ron Osborn, Bruce Cohen, Jason Hoffs, Kate Barker, Gary Ross, Rob Dames, Leonard Ripps, Fred Fox Jr., Lon Diamond, David Richardson, Roy Teicher, Richard Gurman, Michael J. Di Gaetano en Ruth Bennett |            |
| Color of Night, scenario door Matthew Chapman and Billy Ray, verhaal door Ray |            |
| Milk Money, geschreven door John Mattson |            |
| North, scenario door Alan Zweibel en Andrew Sheinman, van de roman door Zweibel |            |
| On Deadly Ground, geschreven door Ed Horowitz & Rubin Russin |            |
| Slechtste remake of sequel |            |
| Wyatt Earp (Warner Bros.) |            |
| Beverly Hills Cop III (Paramount) |            |
| City Slickers II (Columbia) |            |
| Love Affair (Warner Bros.) |            |
| The Flintstones (Universal) |            |
| Slechtste nieuwe ster |            |
| Anna Nicole Smith in Naked Gun 33⅓: The Final Insult |            |
| Chris Elliott in Cabin Boy |            |
| Chris Isaak in Little Buddha |            |
| Jim Carrey in Ace Ventura: Pet Detective, Dumb and Dumber en The Mask |            |
| Shaquille O'Neal in Blue Chips |            |
| Slechtste originele lied |            |
| "Marry the Mole!" uit Thumbelina, muziek door Barry Manilow, tekst door Jack Feldman |            |
| "The Color of the Night" uit Color of Night, muziek en tekst door Jud J. Friedman, Lauren Christy en Dominic Frontiere |            |
| "Under the Same Sun" uit On Deadly Ground, geschreven door Mark Hudson, Klaus Meine en Scott Fairbairn |            |

1980 ·
1981 ·
1982 ·
1983 ·
1984 ·
1985 ·
1986 ·
1987 ·
1988 ·
1989 ·
1990 ·
1991 ·
1992 ·
1993 ·
1994 ·
1995 ·
1996 ·
1997 ·
1998 ·
1999 ·
2000 ·
2001 ·
2002 ·
2003 ·
2004 ·
2005 ·
2006 ·
2007 ·
2008 ·
2009 ·
2010 ·
2011 ·
2012 ·
2013 ·
2014 ·
2015 ·
2016 ·
2017 ·
2018 ·
2019 ·
2020 ·
2021 ·
2022 ·
2023 ·
2024